# Le Mesnil-Rouxelin
Le Mesnil-Rouxelin è un comune francese di 512 abitanti situato nel dipartimento della Manica nella regione della Normandia.

## Società

### Evoluzione demografica
Abitanti censiti